# Robert Orme
Pour les articles homonymes, voir Orme (homonymie).
Robert Orme est un historien anglais, né le 25 décembre 1728 à Anchuthengu (Inde) et mort le 13 janvier 1801 à Ealing.

## Biographie
Il passe la plus grande partie de sa vie au service de la Compagnie des Indes. En revenant en Europe, il est pris par les Français, et conduit à l'île de France, puis à Nantes. Rendu à la liberté, il est nommé historiographe de la Compagnie des Indes et membre du Conseil de Madras. 

## Œuvre
On lui doit l’Histoire de la guerre des Anglais dans l'Hindoustan de 1745 à 1763, Londres, 1763-76 (trad. par Targe, 1765).

## Source
Cet article comprend des extraits du Dictionnaire Bouillet. Il est possible de supprimer cette indication, si le texte reflète le savoir actuel sur ce thème, si les sources sont citées, s'il satisfait aux exigences linguistiques actuelles et s'il ne contient pas de propos qui vont à l'encontre des règles de neutralité de Wikipédia.